# 別所村 (兵庫県美嚢郡)
別所村（べっしょむら）は、兵庫県美嚢郡にかつて存在した村である。

## 概要
美嚢郡の西側、また、播磨平野に位置し、全体的に平らな地形であり、あまり高い山はない。

## 沿革
- 1889年（明治22年）4月1日 - 町村制施行により、以下の範囲を以て、美嚢郡別所村発足。
  - 小林新田、興治新田、高木村、東這田村、西這田村、花尻村、石野村、下石野村、正法寺村、和田村、近藤新田
- 1954年（昭和29年）6月1日 - 美嚢郡三木町・細川村・口吉川村と合併し、三木市（別所町）になる。[1]

## 山
- 正法寺山

## 河川
- 美嚢川

## 教育施設
- 別所村立別所中学校（現三木市立別所中学校）
- 別所村立別所小学校（現三木市立別所小学校）
- 別所村立別所小学校下石野分校（三木市立別所小学校下石野分校を経て2006年廃校）

## 鉄道
- 三木鉄道三木線
  - 石野駅 - 別所駅 - 高木駅

## 歴代村長
- 初代：光川五朗兵衛（明治22年6月4日 - 明治28年10月14日）
- 2代：宮森才治郎（明治28年10月2日 - 明治42年5月10日）
- 3代：生田源治郎（明治42年5月18日 - 大正10年1月11日）
- 4代：藤原勉

## 出身有名人
- 別所長治 - 戦国大名